# Christel Schaldemose
Christel Schaldemose (Odense, 4 agosto 1967) è una politica danese.
È vicepresidente del Parlamento europeo dal luglio 2024. È iscritta al partito di centrosinistra danese dei Socialdemocratici e fa parte del gruppo dei Socialisti e Democratici.

## Biografia
Ha conseguito un master in storia presso l'Università della Danimarca Meridionale e ha lavorato nel campo dell'istruzione per adulti, ricoprendo il ruolo di segretaria generale del Consiglio Danese per l'istruzione terziaria prima di entrare in politica.
Nel 2006 entra al Parlamento europeo subentrando a Henrik Dam Kristensen, dimessosi dopo essere divenuto segretario dei Socialdemocratici. Fu poi rieletta alle elezioni del 2009 con 43.855 preferenze personali e alle elezioni del 2014 con 64.495 preferenze. Alle elezioni del 2024 viene candidata come capolista dei Socialdemocratici, prima capolista donna del partito e viene quindi rieletta nonostante il risultato non soddisfacente del suo partito superato in termini percentuali dal Partito Popolare Socialista.
Nel Parlamento Europeo, Schaldemose è membro della commissione per il mercato interno e la protezione dei consumatori, dove coordina il gruppo S&D su politiche relative ai consumatori e al mercato interno. Nel 2021 è stata relatrice per il Parlamento riguardo al Digital Services Act (DSA), una normativa volta a creare un ambiente online più sicuro e trasparente.
Schaldemose fa parte anche della delegazione per le relazioni con il Giappone, è membro dell'Heart Group, che promuove misure per ridurre le malattie cardiovascolari, dell'intergruppo del Parlamento Europeo sui diritti LGBT e dell'intergruppo sul benessere e la conservazione degli animali. Nel 2022 ha ricevuto il Consumer Rights Award durante gli annuali MEP Awards della rivista The Parliament Magazine, in riconoscimento del suo impegno nella tutela dei diritti dei consumatori.

## Vita privata
Vive a Copenaghen con il marito, Ib Lindstrøm, e i loro tre figli, nati tra il 1996 e il 2003.